# Giovanni Antonio Marzano

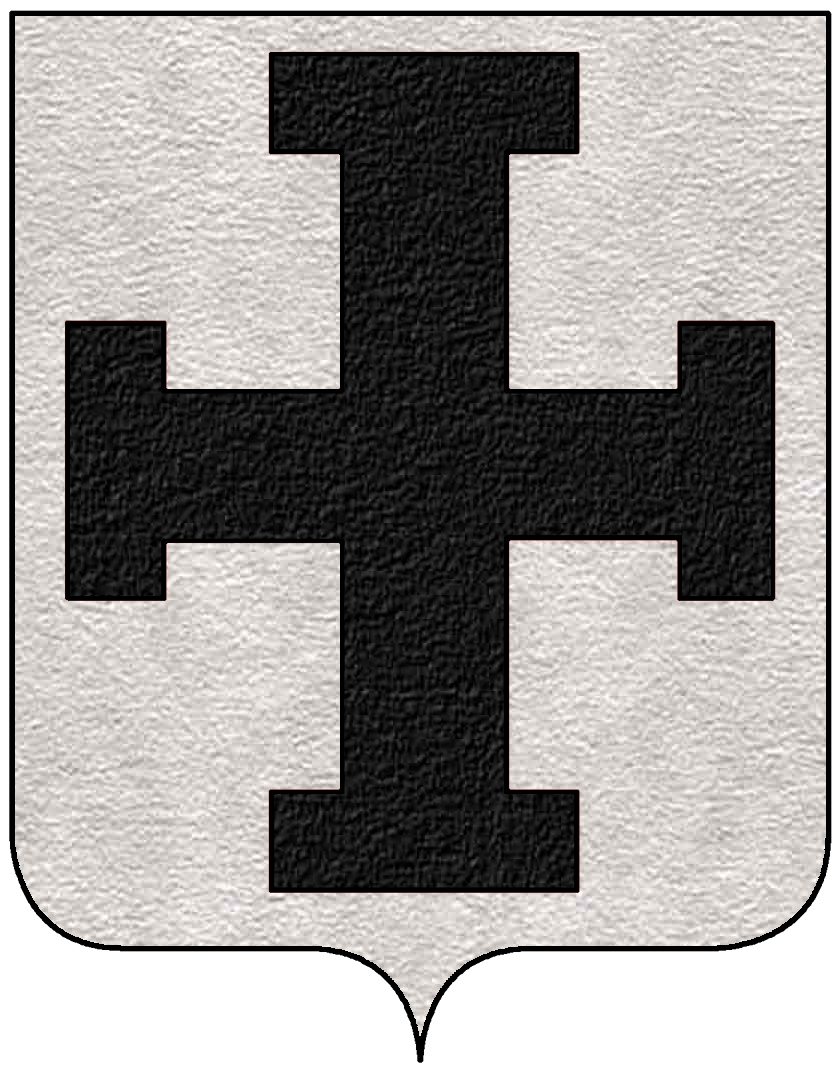
Wappen der Familie Marzano

Giovanni Antonio Marzano (* 1399; † 1453 in Sessa Aurunca) war ein italienischer Adliger, Fürst von Rossano, Herzog von Sessa, Graf von Alife, Montalto und Squillace, Herr von Baia, Latino, Roccaromana und Sant’Angelo, Großadmiral des Königreichs Neapel.

## Leben
Giovanni Antonio Marzano war der Sohn von Giacomo Marzano, Herzog von Sessa, und Caterina Sanseverino.

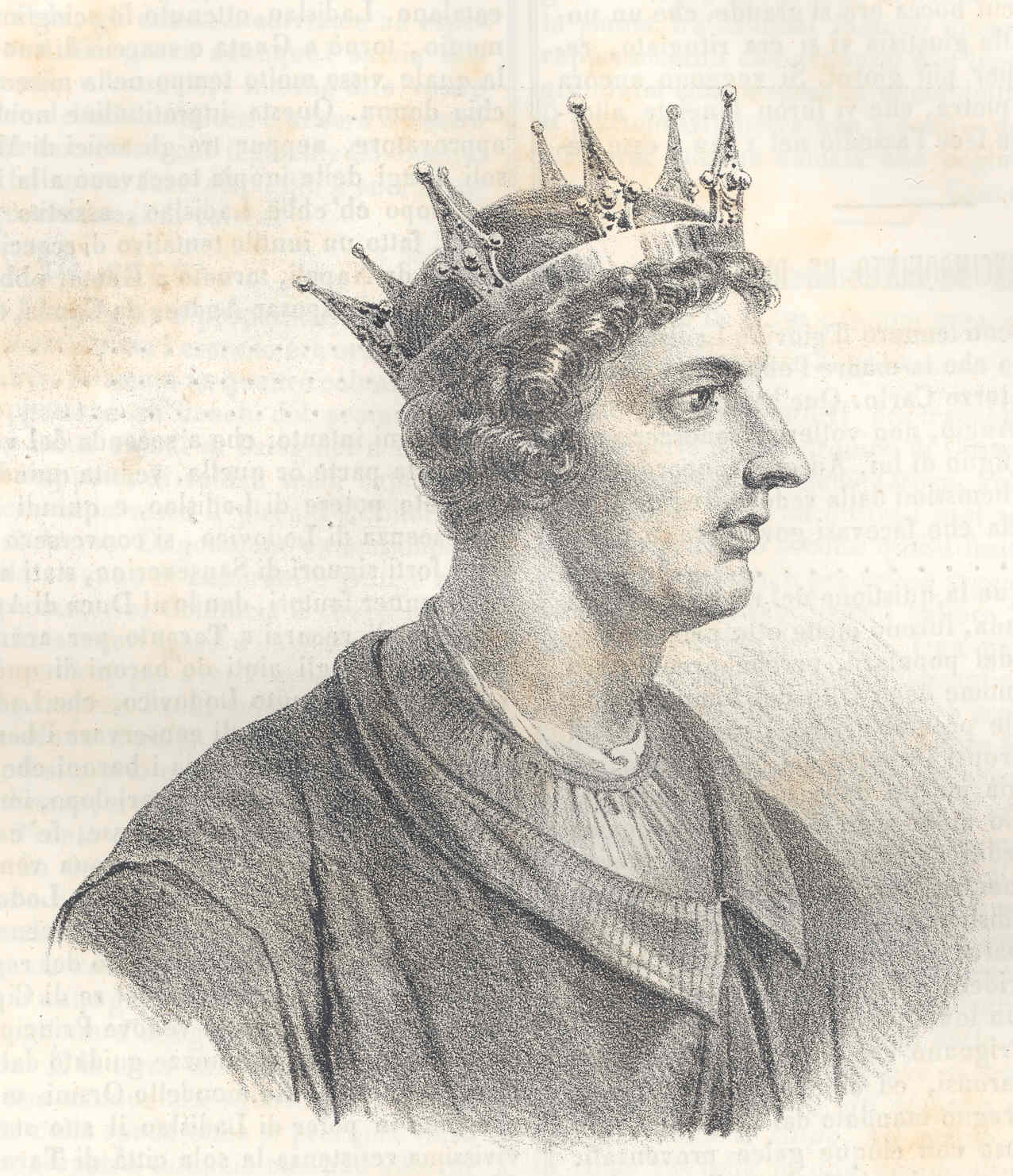
König Ladislaus von Neapel in einer Lithografie von 1840

Gegen Ende des 14. Jahrhunderts war die Familie Marzano mit dem König des Königreichs Neapel, Ladislaus von Anjou-Durazzo, verfeindet, weil sie den Plan Ludwigs II. von Anjou-Valois zur Eroberung des Königreichs unterstützt hatte. Nach dem Tode Giacomos im Jahre 1402 wurde sein Sohn in die Obhut seines Bruders Goffredo, Graf von Alife, gegeben. dieser fürchtete die Rache Ladislaus’ und verstärkte die Befestigungen von Sessa, Rocca Mondragone und Teano.

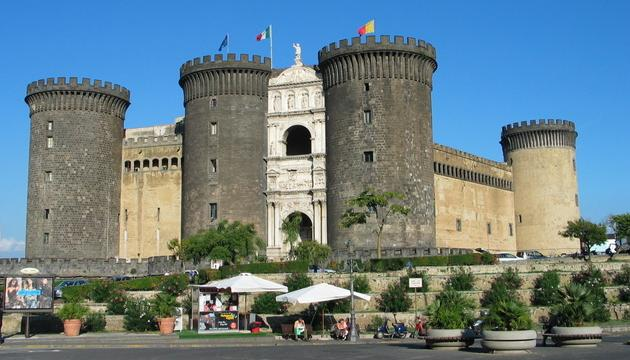
Castel Nuovo von Neapel

Ladislaus ging jedoch listig vor: Er lockte Giovanni Antonio Marzano, seine Mutter und seine Schwestern nach Capua, nahm sie gefangen, sperrte sie im Castelnuovo von Neapel ein und nahm das Herzogtum Sessa in Besitz. M. war lange Zeit mit seiner Mutter und seinen Schwestern inhaftiert und wurde schließlich auf Intervention seiner Schwester Margarete, die die Geliebte von Ladislaus geworden war, freigelassen.

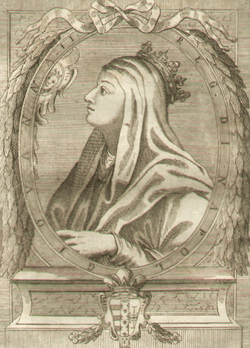
Königin Johanna II. von Neapel

Nach Ladislaus’ Tod (1414) wurde seine Schwester Johanna II. Königin von Neapel und erkannte Giovanni Antonio als Großadmiral an.
Nach dem Tod von Ladislaus (6. August 1414) wurde seine Schwester Johanna II. Königin von Neapel. Unter Androhung einer Geldstrafe von 40.000 Dukaten, ließ sie Giovanni Antonio schwören, kein Land zu besetzen und nicht gegen sie zu rebellieren. Im Gegenzug verlieh sie ihm das Amt des Großadmirals, gestattete ihm die Teilnahme an den Versammlungen der Krone und übertrug ihm wichtige Aufgaben bei der Verteidigung der Seeküste des Königreichs. 1416 gab die Königin Giovanni Antonio Marzano das Herzogtum Sessa zurück, das Teano, Calvi Vecchia, Marzano Appio, Roccamonfina, Conca di Campania, Tora, Sianello in Kampanien, die Grafschaft Squillace und Sarriano in Kalabrien, Novi Velia, Gioia, Baronia und Rocca d’Aspro im Principato Citeriore umfasste.
Zur Besiegelung der mit Giovanni Antonio getroffenen Vereinbarungen verheiratete Johanna II. ihn im Jahr 1419 mit ihrer Cousine Covella Ruffo.

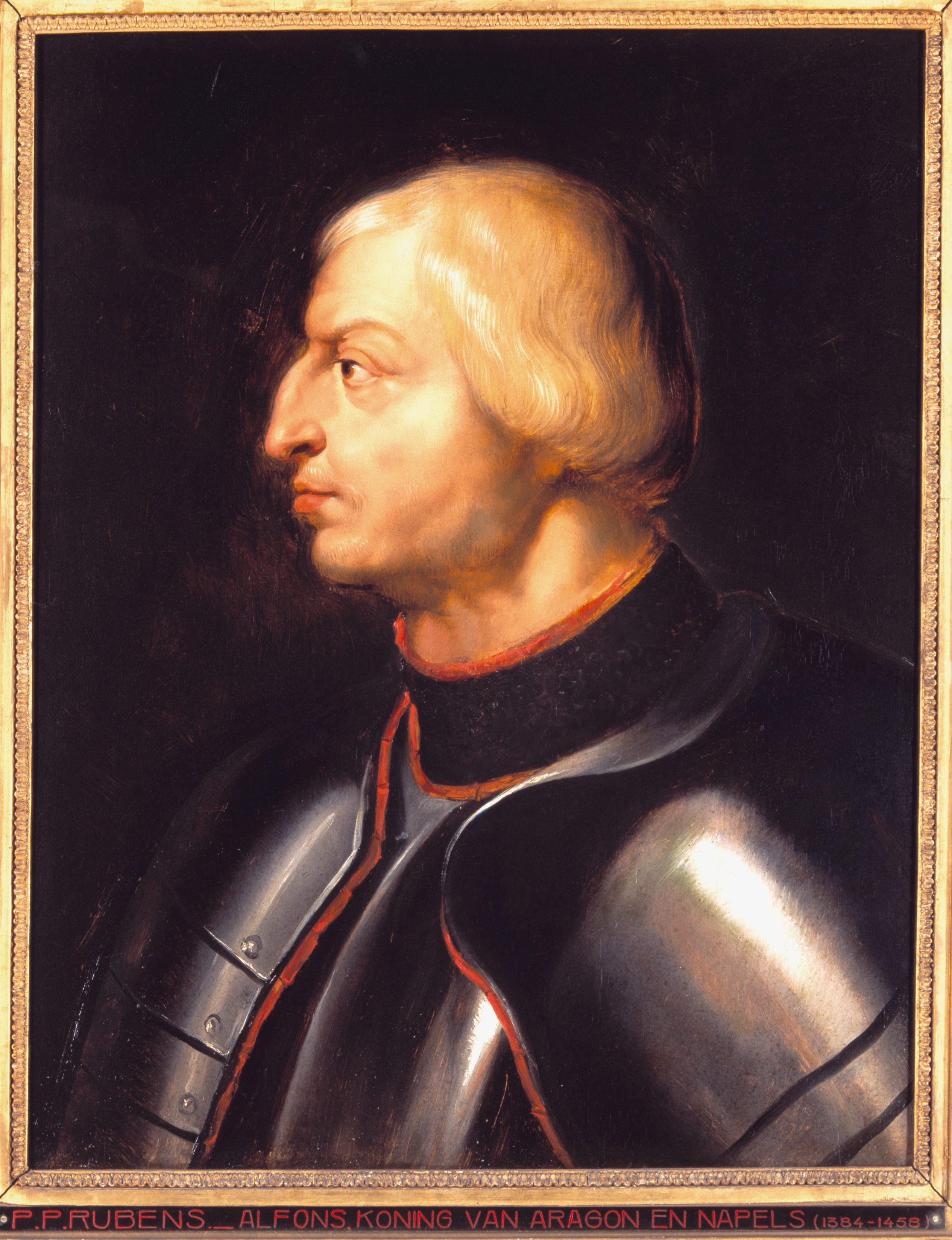
König Alfons V. von Peter Paul Rubens (zwischen 1612 und 1616), Plantin-Moretus-Museum

1421 wurde Alfons V. von Aragon von der Königin als Thronfolger anerkannt, der sich jedoch bald gegen sie auflehnte, während Papst Martin V. Ludwig III. von Anjou unterstützte. Giovanni Antonio wollte sich seinerseits auf die Seite Alfonsos stellen und ihm bei der Belagerung Neapels im Jahr 1423 helfen. Von da an wurden die Beziehungen zwischen Marzano und dem zukünftigen Herrscher von Neapel brüderlich.
Nach dem Tod von Königin Johanna im Jahr 1435 unterstützte Giovanni Antonio den Aufstieg von Alfonso gegen dessen Rivalen Renato d’Anjou-Valois, den Bruder des verstorbenen Ludwig III., und befreite Capua mit Hilfe des Gouverneurs Giovanni di Caramanico. Marzano wurde von Alfonso in seinen Ämtern bestätigt und stieg zu einem der mächtigsten Adligen des Königreichs auf. Am 7. Mai 1435 erreichte Alfonso Scauri, wo ihn Giovanni Antonio im Herzogtum Sessa empfing.
1435 nahm Giovanni Antonio Marzano an der erfolglosen Seeschlacht von Ponza teil und geriet mit Alfonso und Giovanni Antonio Orsini del Balzo in Gefangenschaft. Am 15. September brachte man sie nach Mailand, wo sie von Herzog Filippo Maria Visconti befreit wurden.
Am 2. Juni 1442 marschierten die Truppen von Alfonso V. in Neapel ein, und Renato schiffte sich nach vergeblichem Widerstand nach Genua ein. Am 2. Juni 1442 marschierten die Truppen Alfons V. in Neapel ein, und Renato verließ nach vergeblichem Widerstand die Stadt und schiffte sich nach Genua ein. Giovanni Antonio Marzano war bei der Krönung von Alfonso anwesend und nahm an der Sitzung des von Alfonso einberufenen Parlaments teil. Die Verbindung zwischen den beiden wurde immer enger, so dass 1444 die leibliche Tochter des Königs, Eleonore, den Sohn von Giovanni Antonio, Marino Marzano, heiratete.
1445 starb seine Frau Covella Ruffo und zwei Jahre später, 1447, heiratete Giovanni Antonio ein zweites Mal Maria Francesca Orsini, Tochter des Grafen Giovanni von Manopello, die ihm Altobello schenkte und ihm mehrere Lehen hinterließ, darunter Baia, Latino und Roccaromana.
Giovanni Antonio Marzano starb 1453 in Sessa Aurunca und wurde in der Kirche San Francesco beigesetzt.

## Abstammung
| Vater Giacomo Marzano       | Roberto Marzano     | Goffredo Marzano   | Tommaso Marzano        |
| Vater Giacomo Marzano       | Roberto Marzano     | Goffredo Marzano   | Giovanna di Capua      |
| Vater Giacomo Marzano       | Roberto Marzano     | Giovanna Ruffo     | Giovanni Ruffo         |
| Vater Giacomo Marzano       | Roberto Marzano     | Giovanna Ruffo     | Francesca di Licinardo |
| Vater Giacomo Marzano       | ?                   | ?                  | ?                      |
| Vater Giacomo Marzano       | ?                   | ?                  | ?                      |
| Vater Giacomo Marzano       | ?                   | ?                  | ?                      |
| Vater Giacomo Marzano       | ?                   | ?                  | ?                      |
| Mutter Caterina Sanseverino | Ruggero Sanseverino | Enrico Sanseverino | Tommaso Sanseverino    |
| Mutter Caterina Sanseverino | Ruggero Sanseverino | Enrico Sanseverino | Isuarda d’Agaldo       |
| Mutter Caterina Sanseverino | Ruggero Sanseverino | Ilaria dell’Oria   | Ruggero dell’Oria      |
| Mutter Caterina Sanseverino | Ruggero Sanseverino | Ilaria dell’Oria   | ?                      |
| Mutter Caterina Sanseverino | Marchesa del Balzo  | ?                  | ?                      |
| Mutter Caterina Sanseverino | Marchesa del Balzo  | ?                  | ?                      |
| Mutter Caterina Sanseverino | Marchesa del Balzo  | ?                  | ?                      |
| Mutter Caterina Sanseverino | Marchesa del Balzo  | ?                  | ?                      |

## Nachkommen
Giovanni Antonio Marzano heiratete 1419 Covella Ruffo, eine Cousine der Königin Giovanna II. von Anjou-Durazzo, von der er Marino erhielt. Als Witwer heiratete er 1447 erneut Maria Francesca Orsini, Tochter von Giovanni, Graf von Manoppello, von dem er Altobello hatte, der zuerst eine Dame aus der Familie Di Sangro, deren Name unbekannt ist, und dann Laura di Capua heiratete.